# Asger Baunsbak-Jensen
Asger Henning Baunsbak-Jensen, född 15 april 1932 i Nørup Mark utanför Holbæk, är en dansk präst, författare, ämbetsman, samhällsdebattör och tidigare politiker för Det Radikale Venstre.

## Uppväxt och karriär inom utbildningsväsendet
Asger Baunsbak-Jensen är son till gårdsägaren Peter Folmer Jensen och Anna, född Madsen. Han växte upp i en politiskt engagerad miljö. I hemmet skiftade det partipolitiska stödet mellan Venstre och Det Radikale Venstre, men han påverkades också av pastor Frederik Schrøders grundtvigianska förkunnelser. Han gick i på Nr. Jernløse kommuneskole och Holbæk private realskole, där han tog realexamen 1948. Efter lärarexamen vid Vordingborg Seminarium 1953 var han lärare på Humlebæk kommuneskole 1953-1961. Genom tjänsten fick han nära kontakter med lärarkåren på Krogerup højskole, som bland annat inkluderade kända profiler som Hal Koch, Poul Nyboe Andersen och K.B. Andersen. På så vis blev han ledamot i skolans verkställande utskott (1957-1968). Baunsbak-Jensen lämnade Humlebæk kommuneskole 1961 för att istället bli föreståndare för Glamsbjerg fri- og efterskole. Två år senare verkade han dessutom som sakkunnig i frågor som rörde efterskolerne för det danska utbildningsdepartementets räkning (1963-1965). Han var dessutom styrelseledamot i Foreningen af frie Ungdoms- og efterskoler 1965-1968, och verkade även som dess ordförande 1968. Därefter anställdes han som direktör för utbildningsdepartementets direktorat för ungdomsutbildningar och lämnade därmed flera av sina politiska uppdrag. I samband med att direktoratet för ungdomsutbildningar slogs ihop med direktoratet för folkskolorna och seminarierna 1974 utsågs Baunsbak-Jensen till dess första direktör. Detta ämbete innehade han fram till 1981 då han bytte bana och verkade som sockenpräst i Farum till 1989. Åren 1991-1997 var han ledamot i Etisk Råd.

## Politisk aktivitet
Under åren som lärarstuderande påverkades Asger Baunsbak-Jensen av seminarieföreståndaren Morten Bredsdorffs politiska radikalism. Ett av hans första politiska initiativ var när han som 19-åring återupprättade Vordingborgs radikala ungdomsförening 1951. Han var samtidigt styrelseledamot, samt ordförande (1954-1957) i Radikal Ungdom (1951-1958). Han var styrelseledamot i Det Radikale Venstres partistyrelse från och med 1953 och i Dansk Ungdoms Fællesråd 1955–1957. Han engagerade sig också kyrkligt som ledamot i Asminderød-Grønholts kyrkoråd 1958-1961 samt inom kommunpolitiken som ordförande för kommunens ungdomsnämnd.
Asger Baunsbak-Jensen ställde upp som partiets kandidat till Folketinget i Fredensborgs valkrets 1954. Under hösten 1958 tog han tillfälligt plats i Folketinget som suppleant. Han ställde upp som kandidat för Odsherreds valkrets 1966, men drog tillbaka kandidaturen 1968 i samband med att han blev direktör för utbildningsdepartementets direktorat för ungdomsutbildningar. Han fortsatte dock som styrelseledamot för Det Radikale Venstres landsförbund och var dess vice ordförande 1968-1971 och ordförande 1971-1974. I samband med att han blev direktör för ett nytt utbildningsdirektorat 1974 (se föregående kapitel) kom han att bli en av de mest tongivande inom den s.k. ”indoktrineringsdebatten” som blossade upp samma år. I en intervju med Berlingske Tidende 13 oktober 1974 uppmanade han föräldrarna till barn i folkskolan att vara på sin vakt gentemot ensidig religiös och politisk indoktrinering. Han fick omedelbart stöd från utbildningsminister Tove Nielsen (Venstre). I samma debatt tog han till orda om kristendomsundervisningen i folkskolan, som han menade borde vara sekulär och rent kunskapsförmedlande. Han ansåg därmed att konfirmationsundervisningen inom skolans ramar skulle avskaffas. Han riktade även kritik mot det han benämnde som ”10 % av lärarkåren” för att indoktrinera elever i en marxistisk och vänsterorienterad riktning. Denna kritik delade han med Erhard Jakobsen, partiledare för Centrum-Demokraterne, och socialdemokraten Kaj Burchardt.
Inför valet 1984 ersatte han Janne Normann som Det Radikale Venstres folketingskandidat för Skives valkrets. Han blev invald men avgick endast efter några dagar på grund av sjukdom. Han ersattes därmed av Dagmar Mørk Jensen. Samma år tilldelades han Modersmål-Prisen, Modersmål-Selskabets pris till personer som uppfyller föreningens språkideal: ”ett klart, uttrycksfullt och varierat språkbruk”.

## Övriga förtroendeposter
- Styrelseledamot av Vestfynsk Gymnasium (1961-1968)[9]
- Ordförande av Landbrugsskolerådet (1971-1981)[9]
- Ordförande av det verkställande utskottet för Statens Pædagogiske Forsøgscenter (1974-1979)[9]
- Styrelseledamot av Løgumkloster Refugium (1977-1996)[9]
- Ordförande av Foreningen Norden (1982-1984)[9]
- Ledamot av representantskapet för Kristeligt Dagblad (1982-1990)[9]
- Ordförande av Danmarks Kirkelige Mediecenter (1987-1988)[9]
- Styrelseledamot av Kaj Munks Mindefond (1987-2001)[9]
- Styrelseledamot av Højskolen Østersøen i Aabenraa (1993)[9]
- Ledamot av Rådet for Europæisk Politik (1996-)[9]
- Styrelseledamot i Kræftens Bekæmpelse (1997-2000)[9]
- Styrelseledamot i Dokumentations- og Rådgivningscenter om Racediskrimination (1998-2000)[9]
- Medlem av PET-kommittén (1998)[9]